# Stephen Sprouse
Stephen Sprouse (12. září 1953 – 4. března 2004) byl americký módní návrhář. Narodil se v Daytonu ve státě Ohio a navrhování oblečení se věnoval již od svých devíti let. V polovině sedmdesátých let se věnoval fotografování hudebníků na newyorské rockové scéně. V roce 1983 si otevřel vlastní obchod. Zemřel na srdeční selhání ve věku 50 let. V roce 2009 vyšla biografická kniha věnovaná jeho životu. Nesla název The Stephen Sprouse Book a jejími autory byli Roger Padilha a Mauricio Padilha.